# Ноэль, Моник
Мони́к Ноэ́ль Ла́влейс (англ. Monique Noel Lovelace; род. 28 апреля 1967, Сейлем, Орегон, США) — американская актриса и фотомодель.

## Биография
Моник Ноэль Лавлейс родилась 28 апреля 1967 года в Сейлеме, штат Орегон, но в 1985 году она переехала в Южную Калифорнию.

## Карьера
В 1988—1996 года Моник сыграла в 9-ти фильмах и телесериалах, включая роль завсегдатай кабаков в фильме «Придорожная закусочная» (1989). В мае 1989 года Моник стала Playmate мужского журнала «Playboy» и появилась в нескольких документальных фильмах журнала.

## Личная жизнь
С 25 июля 1999 года Моник замужем за футболистом Бенни Рикардо. У супругов есть ребёнок.

## Фильмография
| Год  |    | Русское название           | Оригинальное название     | Роль                |
| ---- | -- | -------------------------- | ------------------------- | ------------------- |
| 1988 | тф | Цена победы                | What Price Victory        | девушка             |
| 1989 | ф  | Берт Ригби, ты — дурак     | Bert Rigby, You're a Fool | подруга Джима Ширли |
| 1989 | ф  | Придорожная закусочная     | Road House                | завсегдатай кабаков |
| 1991 | ф  | Гангстеры                  | Mobsters                  | танцовщица          |
| 1992 | ф  | Фрикадельки 4              | Meatballs 4               | Лавели №1           |
| 1993 | с  | Голова Германа             | Herman's Head             | Джиджи              |
| 1993 | с  | Блоссом                    | Blossom                   | Клэр                |
| 1995 | ф  | Мне нравится играть в игры | I Like to Play Games      | Валери              |
| 1996 | с  | Отступник                  | Renegade                  | Чери                |